# Александровский сельсовет (Давлекановский район)
Александровский сельсове́т — упразднённая в 2008 году административно-территориальная единица и сельское поселение (тип муниципального образования) в составе Давлекановского района. Почтовый индекс — 453410. Код ОКАТО — 80222807000. Объединён с сельским поселением Алгинский сельсовет.

## Состав сельсовета
деревня Александровка — административный центр, село Берёзовка, деревни Ворошилово, Романовка.

## История
Закон Республики Башкортостан от 19.11.2008 N 49-з «Об изменениях в административно-территориальном устройстве Республики Башкортостан в связи с объединением отдельных сельсоветов и передачей населённых пунктов», ст.1 п. 18) а) гласил:

 "Внести следующие изменения в административно-территориальное устройство Республики Башкортостан:
 по Давлекановскому району:
объединить Алгинский и Александровский сельсоветы с сохранением наименования «Алгинский» с административным центром в деревне Алга.
Включить село Берёзовка, деревни Александровка, Ворошилово, Романовка
Александровского сельсовета в состав Алгинского сельсовета.

Утвердить границы Алгинского сельсовета согласно представленной схематической карте.

Исключить из учётных данных Александровский сельсовет
На 2008 год граничил с муниципальными образованиями: Рассветовский сельсовет, Микяшевский сельсовет, Алгинский сельсовет. («Закон Республики Башкортостан от 17.12.2004 N 126-з (ред. от 19.11.2008) „О границах, статусе и административных центрах муниципальных образований в Республике Башкортостан“»).